# 穂月心のエンタメ玉手箱
穂月心のエンタメ玉手箱（ほづきこころのエンタメたまてばこ）は、コミュニティ放送局で2022年10月から放送されている音楽ラジオ番組。毎週1回・30分の放送。

## 概要
関西のミニFM局「エフエムひめ」でパーソナリティを務めるミュージカル俳優・穂月心が、その日のテーマに合わせた曲を紹介する。オープニングとエンディングにはミュージカル曲が使用されている。
エフエムひめが制作し、2023年6月現在、コミュニティ放送局2局で放送されている。

## 全国の放送局・放送時間
放送時間はJST、2025年4月現在。
| 放送地域     | 放送局                       | 放送時間             |
| ------------ | ---------------------------- | -------------------- |
| 香川県高松市 | エフエム高松コミュニティ放送 | 火曜日 23:00 - 23:30 |
| 北海道根室市 | ねむろ市民ラジオ             | 土曜日 25:00 - 26:00 |